# 圣安珍妮堂 (比亚里茨)

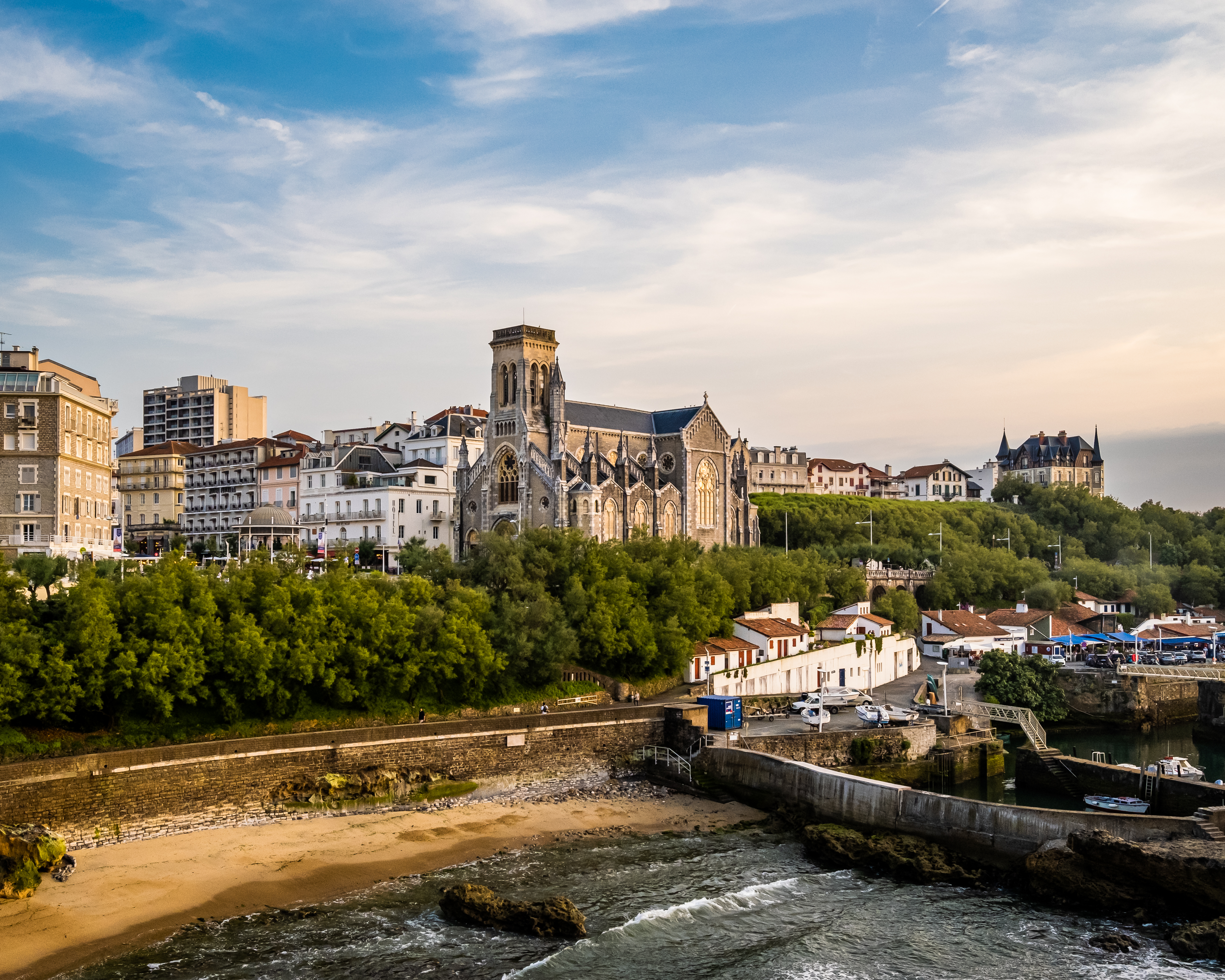

圣安珍妮堂（Église Sainte-Eugénie）是一座罗马天主教教堂,位于法国新阿基坦大区大西洋比利牛斯省比亚里茨。它所属的岩石圣母堂区（Notre-Dame-du-Rocher），由圣若瑟堂（église Saint-Joseph）、圣嘉禄堂（église Saint-Charles）、圣玛尔定堂（église Saint-Martin）、布劳圣神小堂（chapelle du Saint-Esprit du Braou）和圣德肋撒堂（église Sainte-Thérèse）共同组成。自2012年以来，应天主教巴约讷教区艾利特主教的要求，由圣玛尔定堂的神父为这座教堂服务。
这是一座用灰色石头建造的新哥特式教堂，以拿破仑三世的妻子歐珍妮·德·蒙提荷皇后的主保圣人圣安珍妮命名，俯瞰老港（Port Vieux）。该堂的建造从1898年持续到1903年。在此之前，圣母院小堂（chapelle Notre-Dame-de-Pitié）矗立在这里。钟楼始建于1927年，1931年安装大钟。这座建筑拥有吕克·奥利维尔·默森（Luc Olivier Merson）的非凡的花窗玻璃。.
在其地下有堂区第一位神父加斯顿·拉里（Gaston Larre）的坟墓，1884年，原来的小堂进行改造。今天它举办城市艺术展。.

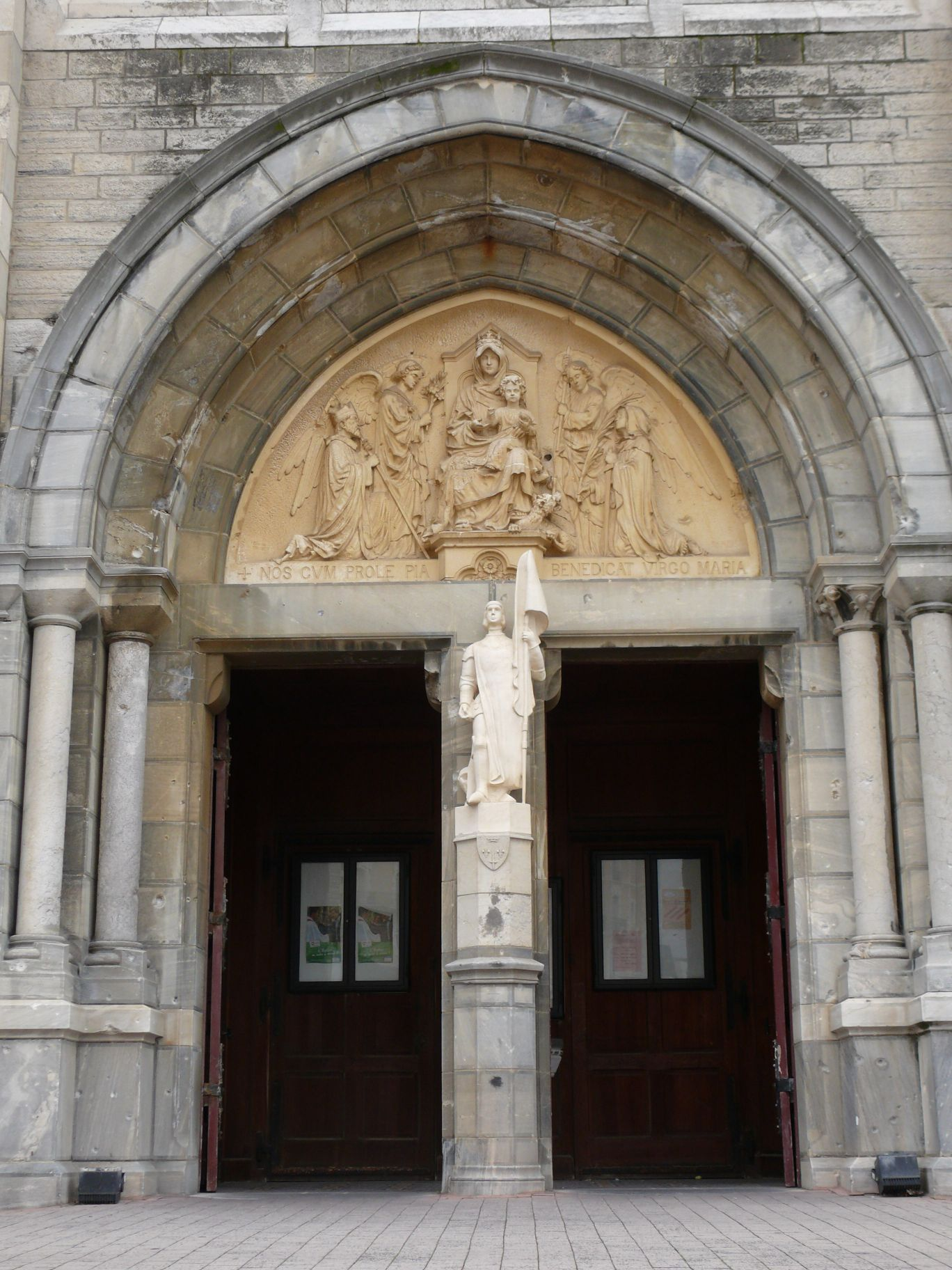
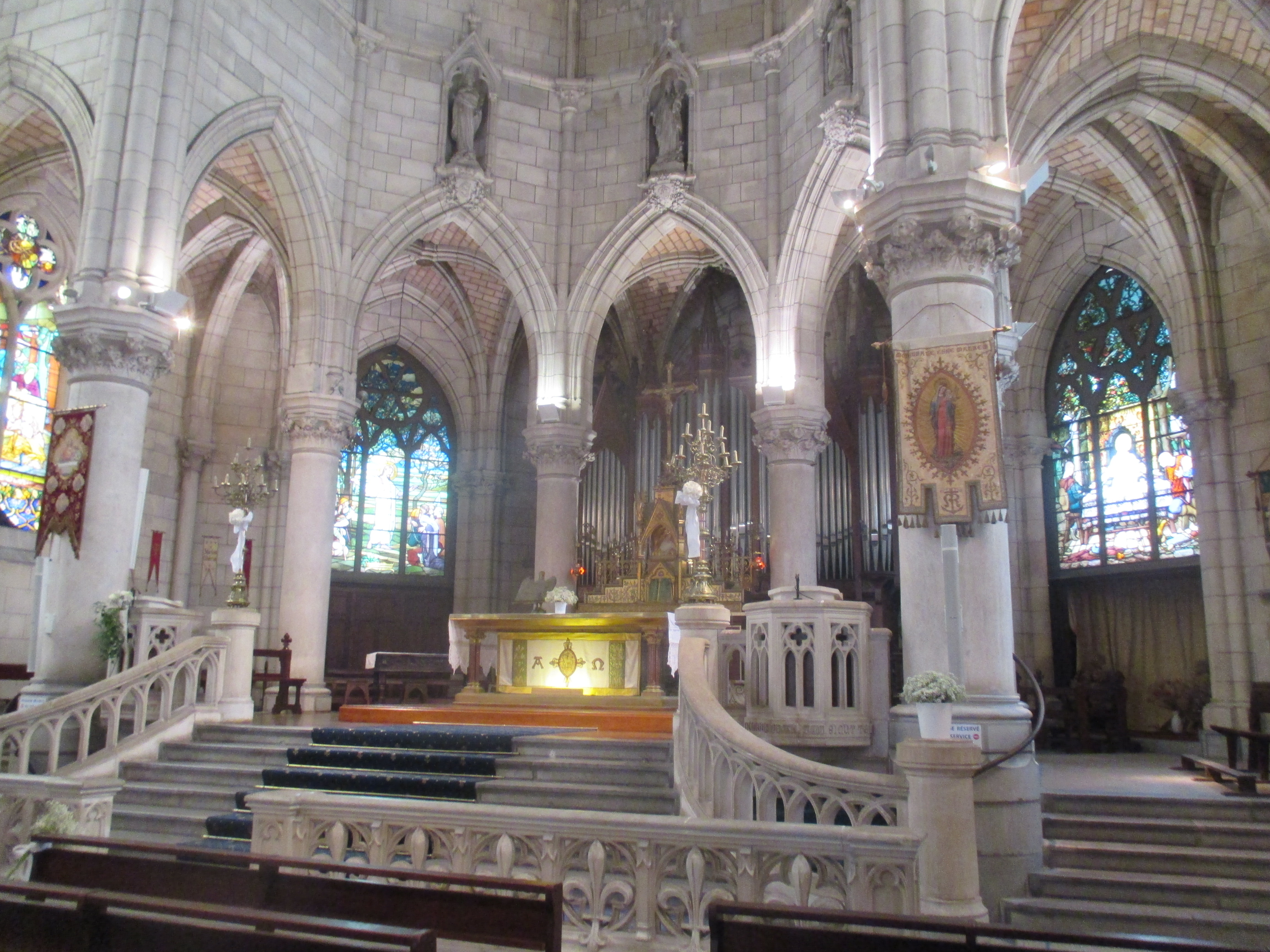
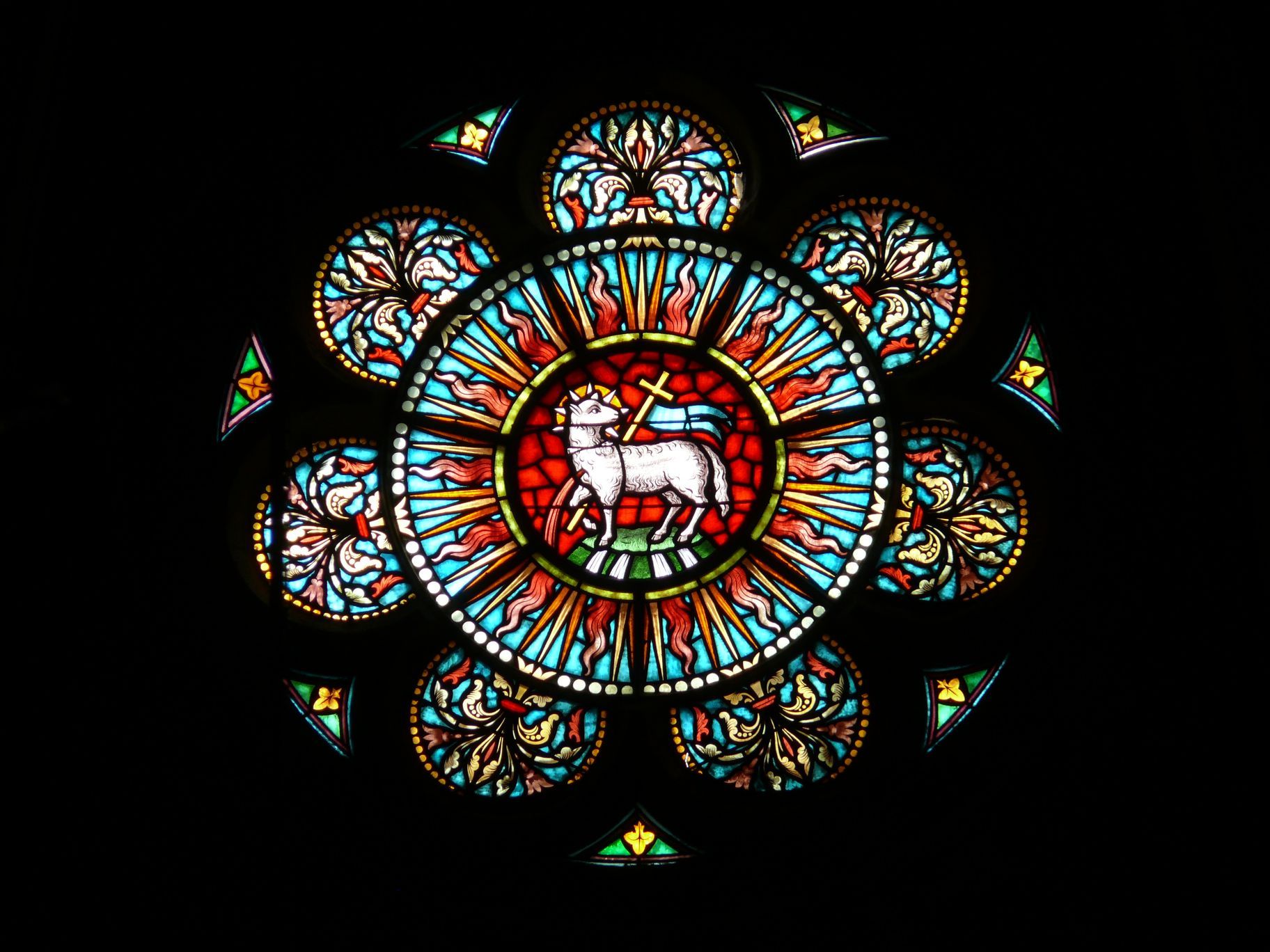
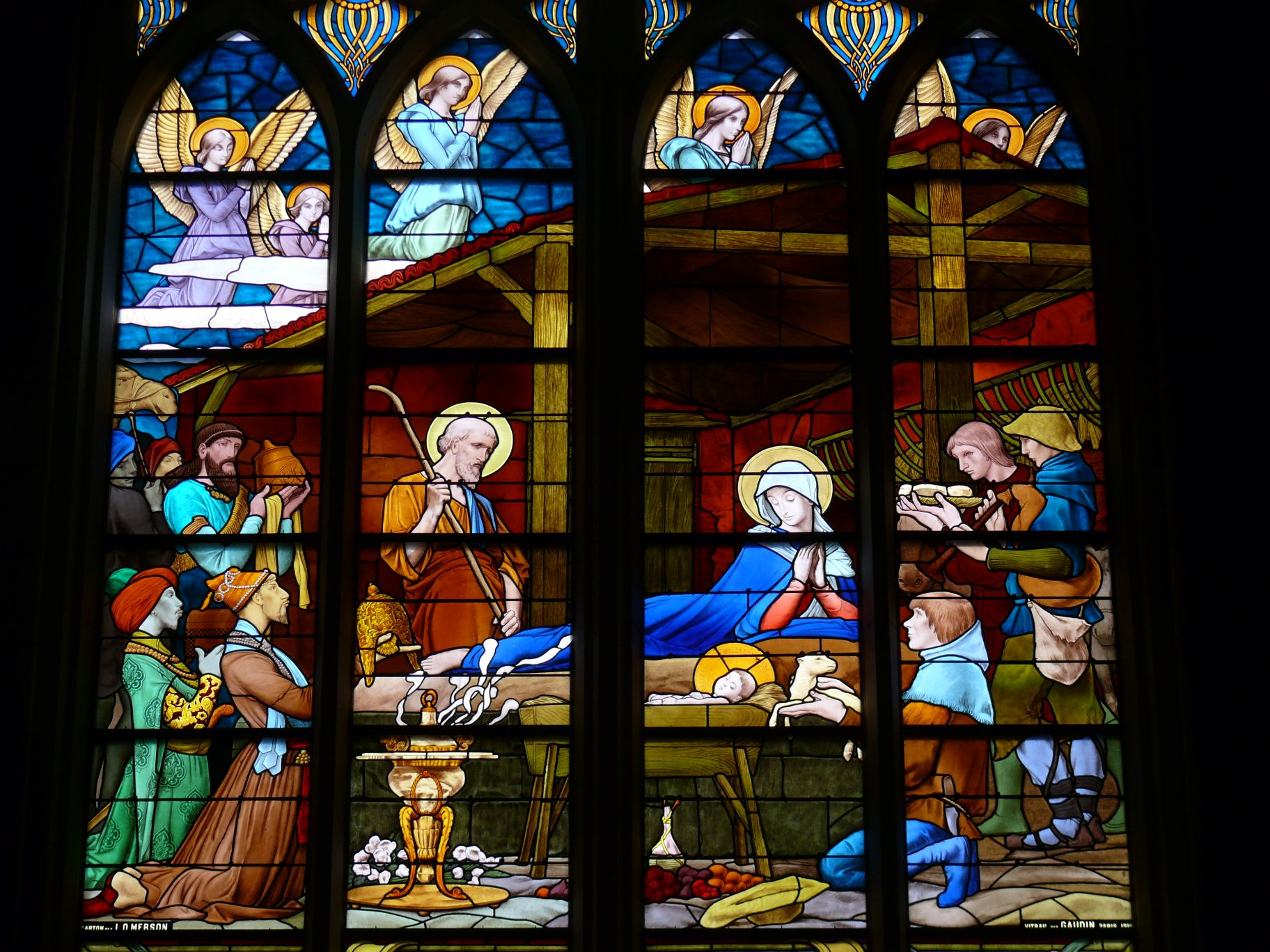
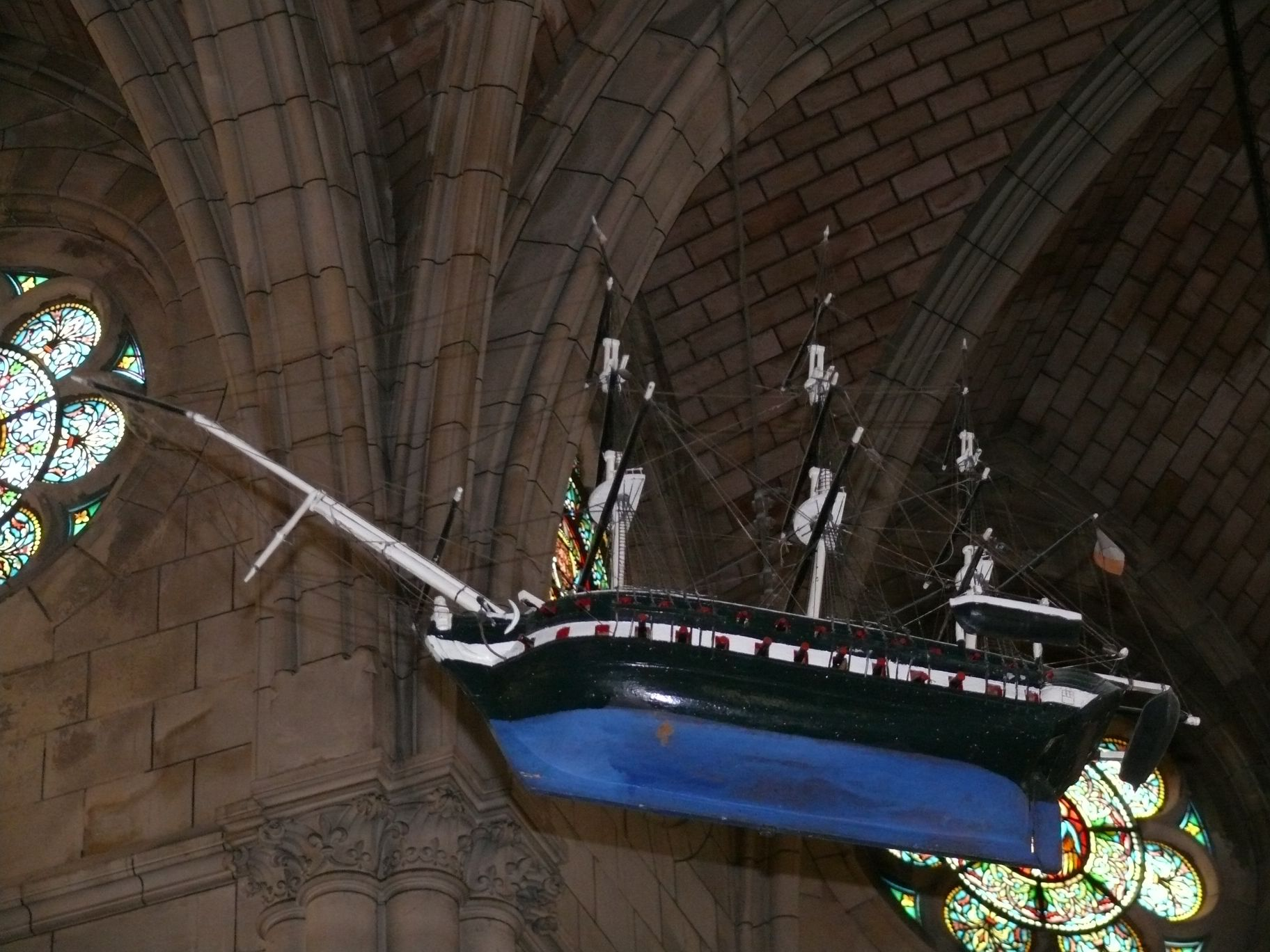
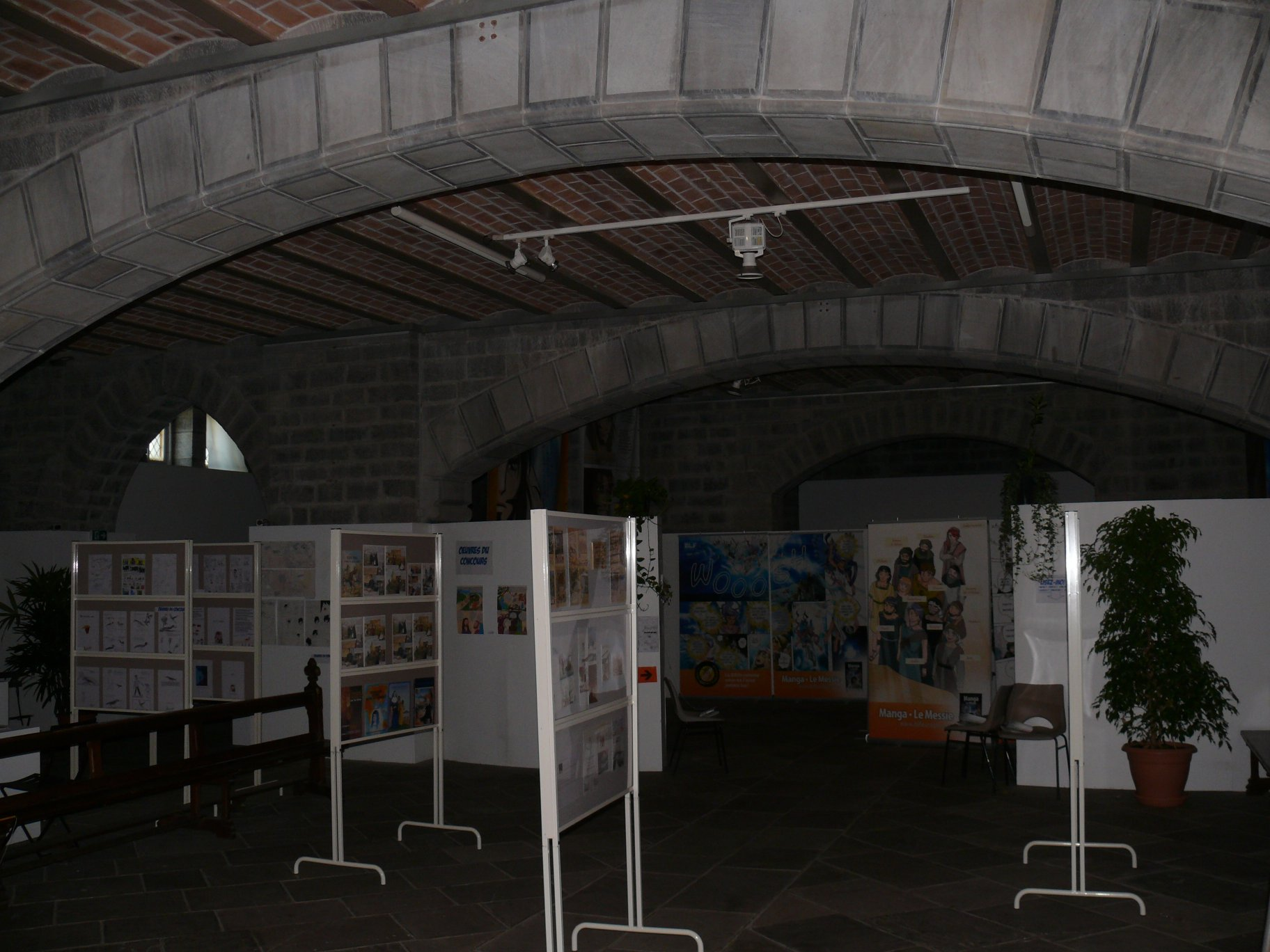